# Taça Humanitária de 2008
A Taça Humanitária de 2008, foi um jogo entre Maryland Terrapins e  Nevada Wolf Pack.